# Eugenie (1844)
Eugenie, officiellt HM Fregatt Eugenie, var en svensk fregatt och ett segelfartyg bestyckad med 40 kanoner. Under åren 1851-1853 genomförde Eugenie som det första svenska örlogsfartyg någonsin en världsomsegling under Christian Adolf Virgins befäl, avsedd att främja svensk handel i världen. Sjöofficeren Carl Skogman gav senare ut en resebeskrivning om världsomseglingen.

## Historia
Ritningarna till fartyget togs fram av Flottans konstruktionskår under Johan Aron af Borneman. Fartyget omklassificerades som korvett från 1877 innan hon 1888 gjordes om till logementsfartyg vid Skeppsholmen. Hon togs ur tjänst fullständigt år 1919 och såldes till ett norskt rederi i Moss för att användas som flytande arbetarbostad. År 1926 såldes hon vidare till en skrothandlare i Halmstad för att huggas upp. Eugenie lades upp vid Torekov där naturen tog hand om upphuggningen.
Fartyget har fått sitt namn av Prinsessan Eugénie, dotter till Oscar I.

## Långresa

### 1851–1853
Denna resa var den första världsomsegling som någonsin gjorts med ett svenskt örlogsfartyg, den första svenska världsomseglingen torde genomförts av den lilla brigantinen Mary Ann under befäl av kapten Nils Werngren som utförde en oplanerad världsomsegling åren 1839–1841.

#### Färdväg
1. Sverige
2. Portsmouth, England
3. Funchal, Madeira, Portugal
4. Rio de Janeiro, Brasilien
5. Montevideo, Uruguay
6. Buenos Aires, Argentina
7. Colonia, Uruguay
8. Port Famine, Magellans sund, Argentina
9. Valparaíso, Chile
10. Callao, Peru
11. Puná, Peru
12. Panama
13. Galapagosöarna, Ecuador
14. Honolulu, Hawaii, USA
15. San Francisco, USA
16. Honolulu, Hawaii, USA
17. Tahiti, Franska Polynesien
18. Sydney, Australien
19. Pouynypet (Karolinerna)
20. Guam
21. Hongkong
22. Kanton, Kina
23. Manilla, Filippinerna
24. Singapore
25. Batavia, Indonesien
26. Kokosöarna, Australien
27. Mauritius
28. Kapstaden, Sydafrika
29. Sankta Helena, Storbritannien
30. Plymouth, England
31. Cherbourg, Frankrike
32. Sverige